# Xesco Boix

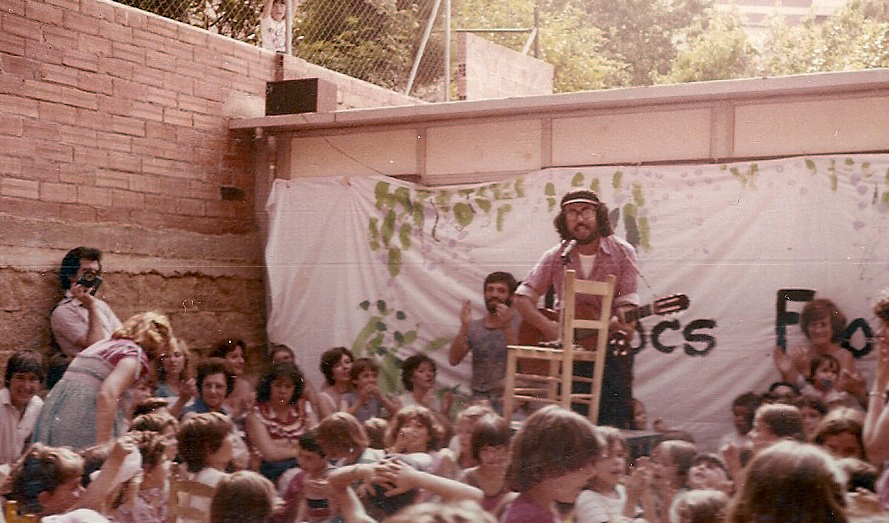
Xesco Boix durante una actuación en la escuela Àngels Garriga de Barcelona.

Francesc Boix i Masramon, más conocido como Xesco Boix , (Barcelona, 3 de febrero de 1946 - Malgrat de Mar (Barcelona) 21 de julio de 1984), fue un cantante español de folk y canciones infantiles. 

## Biografía
Hijo de Josep Maria Boix y Xita Masramon, Xesco Boix fue un gran comunicador, especialmente entre los más pequeños.
Influenciado por los cantantes norteamericanos de los años 60, Boix fundó Grup de Folk en el año 1966 empezando por adaptar canciones típicas estadounidenses y posteriormente creando las suyas propias. Uno de los cantantes que más le influyó y del que versionó múltiples canciones fue Pete Seeger (Nueva York, 3 de mayo de 1919), músico de folk estadounidense. La temática siempre estaba relacionada con la paz y la libertad, desafiante en una época de represión. Uno de los aspectos en los que más hincapié hace en sus canciones es que el conocimiento nos hace libres. 
En 1971 formó el grupo Ara va de bo para centrarse en las canciones infantiles, recuperando temas populares catalanes y creando otros de nuevos que entrarían a formar parte de la cultura catalana. Tres años más tarde empezó a cantar en solitario aunque permanecía vinculado a otros grupos como El Sac y Els Cinc Dits d'una Mà.
En el texto de presentación de algunos de sus discos indica que desea que esas canciones se difundan de boca a oreja y que le gustaría que cada formador y cada alumno realizara su propia versión de cada canción en pro del aprendizaje y utilidad de las mismas para aprender.
Su discografía, compuesta por 35 discos y casetes ha sido muy valorada por los educadores y animadores en Cataluña. Además de la música, Xesco Boix publicó diez libros.

«Nadie entiende a nadie, pero nosotros somos nosotros, y sabemos lo que es bueno.»
Xesco Boix

A lo largo de su vida tuvo varios episodios de depresión que finalmente le llevaron a un fin trágico en 1984.

## Discografía
- Espirituals Negres (con Jaume Arnella)
- Bella Ciao
- Festival folk (Grup de Folk)
- Folk 5 (Grup de Folk)
- Canciones Folk
- Ara va de bo
- Uni, dori. Ara va de bo I
- Cavallet de Cartró. Ara va de bo II
- 1973, Pere Poma. Ara va de bo III
- 1974, El Gripau Blau. Ara va de bo IV
- Bon vent i barca nova
- Bon vent i que duri
- Cançons Folk (con Jordi Pujol)
- Sopa de Pedres
- La Flor Romanial
- La Rueda 2
- Salta Miralta
- 5 Formigues fan + que 4 elefants
- 1980, Rondalla ve, mentida explica
- El Flautista d’Hamelin
- Bon vent ve
- Bon vent se’n va
- Potser sí, potser no
- La volta al món en 12 cançons
- La vuelta al mundo en 12 canciones
- Els contes de l’avi
- Cuentos del abuelo
- 1983, 1, 2, 3, salta pagès
- Caga Tió
- Cantant, cantant les penes se’n van
- Tanca la tele, tanoca!
- Cierra la tele, zoquete!
- Som de pas Els Cinc Dits d'una Mà
- La bicicleta